# Medetera feminina
Medetera feminina är en tvåvingeart som beskrevs av Negrobov 1967. Medetera feminina ingår i släktet Medetera och familjen styltflugor. Arten har ej påträffats i Sverige. Inga underarter finns listade i Catalogue of Life.